# Resolució 2202 del Consell de Seguretat de les Nacions Unides
La Resolució 2202 del Consell de Seguretat de les Nacions Unides fou adoptada per unanimitat el 17 de febrer de 2015. El Consell va demanar a les parts interessades que implementessin les mesures acordades a Minsk per fer front a la crisi a Ucraïna Occidental.

## Contingut

### La resolució
El Consell de Seguretat, recordant els objectius i principis de la Carta de les Nacions Unides i afirmant el respecte de la sobirania, independència i integritat territorial d'Ucraïna, es mostra molt preocupat pels tràgics esdeveniments i la violència a les regions orientals d'Ucraïna i confirma la Resolució 2166 (2014).
Convençut que la situació a les regions orientals d'Ucraïna només es pot resoldre assolint un acord pacífic sobre la crisi actual, admet el «paquet de mesures per a la implementació dels acords de Minsk» acordats i signats a Minsk el 12 de febrer de 2015. També acull amb satisfacció la declaració del president de Rússia, del president d'Ucraïna, el president de França i el canceller federal d'Alemanya sobre aquestes mesures. També convida a totes les parts a implementar plenament el paquet de mesures, inclosa la treva planificada i demana mantenir-se informat.

### El paquet de mesures (annex 1)
1. Armistici a les regions de Donetsk i Luhansk a partir de mitjanit del 15 de febrer de 2015.
2. Retirada de totes les armes pesants per ambdós costats fins a una zona de seguretat de 50 km amb relació a artilleria de 100 mm, 70 km de artilleria de coets i 140 km per a míssils de precisió tàctica.
3. Supervisió de l'Organització per a la Seguretat i la Cooperació a Europa.
4. Inici de converses per celebrar eleccions legislatives d'Ucraïna en aquestes àrees. El Parlament d'Ucraïna hauria de definir que aquestes zones restarien sota un règim especial basat en el memoràndum de Minsk de 19 de setembre de al 2014.
5. Amnistia per a persones que participen en els esdeveniments d'aquestes àrees.
6. Intercanvi de tots els ostatges i presoners.
7. Ajuda internacional humanitària
8. Restabliment dels vincles socioeconòmics amb Ucraïna, com ara el pagament de les pensions i la recaptació d'impostos.
9. Ucraïna ha de tornar a estar al capdavant del control de fronteres l'endemà de la celebració de les eleccions.
10. Retirada de tots els grups armats estrangers, equips militars i mercenaris, i el desarmament de tots els grups il·legals.
11. Un nova Constitució d'Ucraïna amb descentralització del poder i l'autonomia a Donetsk i Luhansk abans la fi de 2015.
12. Accelerar el treball del grup de contacte trilateral (Ucraïna, Rússia i l'OSCE) sobre l'aplicació dels acords.